# Theodor Kettner
Theodor Kettner (* 22. Januar 1833 in Stuttgart; † 27. März 1904 in München) war ein deutscher Versicherungsdirektor und Mitglied des Deutschen Reichstags.

## Leben
Kettner besuchte das Gymnasium in Stuttgart und die Real- und Ober-Realschule in Tübingen und Stuttgart. Er erlernte die Landwirtschaft auf größeren Gütern, reiste für fünf Jahre in die Vereinigten Staaten von Amerika und etablierte sich 1856 als Ökonom in Schorndorf. 1870–71 war er als Freiwilliger Intendantursekretär im Hauptquartier der Königlich württembergischen Felddivision. 1876 war er Mitbegründer des württembergischen Kriegerbundes, Präsidialmitglied und Redakteur der Württembergischen Kriegerzeitung bis 1884. Danach war er Subdirektor der Deutschen Militärdienst-Versicherungsanstalt Hannover in München.
Von 1898 bis 1903 war er Mitglied des Deutschen Reichstags für den Wahlkreis Württemberg 10 (Gmünd, Göppingen, Welzheim, Schorndorf) und die Nationalliberale Partei, welche in Württemberg als Deutsche Partei auftrat.